# لغيات (الغيات)
لغيات هي إحدى مشيخات المملكة المغربية، تتبع جغرافيا لإقليم آسفي وإداريًا لالغيات. يقدر عدد سكانها بـ 3521 نسمة حسب الإحصاء الرسمي للسكان والسكنى لسنة 2004.